# Хуейдун (повіт, Сичуань)
26°38′09″ пн. ш. 102°34′43″ сх. д. / 26.63587° пн. ш. 102.57855° сх. д.
Хуейдун (кит. 会东县, пін. Huìdōng Xiàn) — один із повітів КНР у складі Ляншань-Їської автономної префектури, провінція Сичуань. Адміністративний центр — містечко Шеньюйхе.

## Географія
Хуейдун лежить на висоті близько 1670 метрів над рівнем моря в горах Лунаньшань. Східним та південним кордоном повіту слугує річка Цзіньша.

### Клімат
Повіт знаходиться у зоні, котра характеризується океанічним кліматом субтропічних нагір'їв. Найтепліший місяць — червень із середньою температурою 21,8 °C. Найхолодніший місяць — грудень, із середньою температурою 8,1 °С.
| Клімат повіту Хуейдун   | Клімат повіту Хуейдун | Клімат повіту Хуейдун | Клімат повіту Хуейдун | Клімат повіту Хуейдун | Клімат повіту Хуейдун | Клімат повіту Хуейдун | Клімат повіту Хуейдун | Клімат повіту Хуейдун | Клімат повіту Хуейдун | Клімат повіту Хуейдун | Клімат повіту Хуейдун | Клімат повіту Хуейдун | Клімат повіту Хуейдун |
| Показник                | Січ.                  | Лют.                  | Бер.                  | Квіт.                 | Трав.                 | Черв.                 | Лип.                  | Серп.                 | Вер.                  | Жовт.                 | Лист.                 | Груд.                 | Рік                   |
| Середній максимум, °C   | 17,4                  | 19,7                  | 23,2                  | 26,2                  | 27,7                  | 27,5                  | 27,1                  | 27,3                  | 25                    | 22,6                  | 19,8                  | 17,1                  | 23,4                  |
| Середня температура, °C | 8,4                   | 11,6                  | 15,4                  | 18,7                  | 20,8                  | 21,8                  | 21,7                  | 21,2                  | 19                    | 16,2                  | 11,6                  | 8,1                   | 16,2                  |
| Середній мінімум, °C    | 1,7                   | 4,5                   | 8,3                   | 11,8                  | 15                    | 17,7                  | 18,1                  | 17,3                  | 15,6                  | 12,6                  | 6,8                   | 2,2                   | 11                    |
| Норма опадів, мм        | 12.5                  | 9.6                   | 16.2                  | 22.1                  | 85                    | 230.8                 | 248.3                 | 180.4                 | 162.6                 | 95.4                  | 27.1                  | 5.5                   | 1095.5                |
| Вологість повітря, %    | 60                    | 50                    | 45                    | 48                    | 56                    | 71                    | 79                    | 78                    | 80                    | 79                    | 75                    | 70                    | 65.9                  |
| ----------------------- | --------------------- | --------------------- | --------------------- | --------------------- | --------------------- | --------------------- | --------------------- | --------------------- | --------------------- | --------------------- | --------------------- | --------------------- | --------------------- |
| Джерело: data.cma.cn    |                       |                       |                       |                       |                       |                       |                       |                       |                       |                       |                       |                       |                       |